# 오이겐 폰 외스터라이히테셴

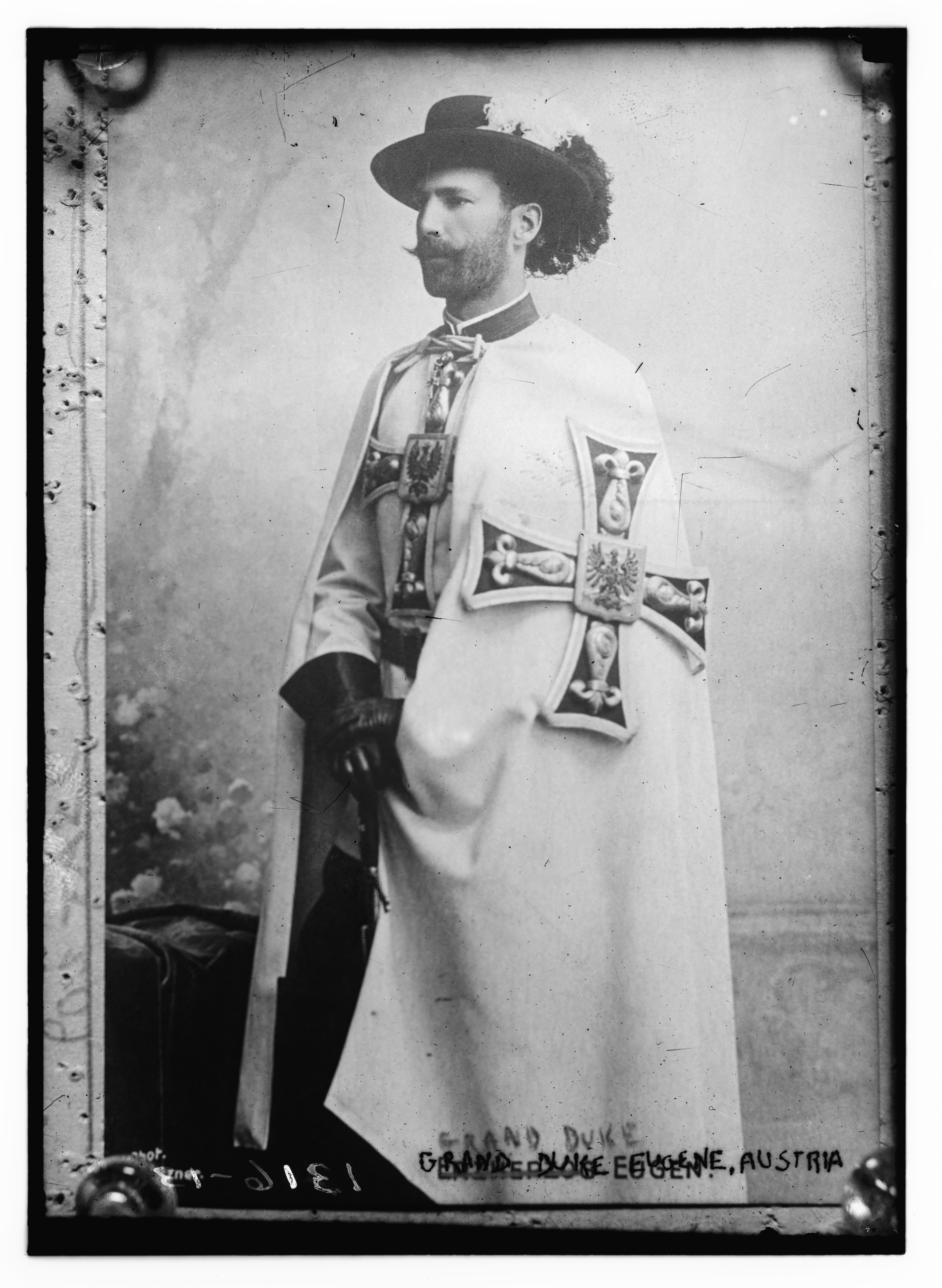
오이겐 폰 외스터라이히테셴

프리드리히 폰 외스터라이히테셴(Archduke Eugen of Austria, 1863년 5월 21일 ~ 1954년 12월 30일)은 오스트리아의 대공이자 헝가리와 보헤미아의 왕자였다. 그는 합스부르크 왕조 출신의 튜턴 기사단의 마지막 그랜드 마스터였다.

## 참고 문헌
- Rác, Robert. Arcivévoda Evzen Habsbursko-lotrinský 1863-1954: velmistr Rádu nemeckých rytíru. Sovinec/Eulenburg: Esmedia, 2005.
- Schildenfeld, Zoë von. Erzherzog Eugen, 1863-1963: ein Gedenkbuch. Innsbruck: F. Rauch, 1963.
- Chisholm, Hugh, 편집. (1922). 〈Eugene, Archduke〉. 《Encyclopædia Britannica》 12판. London & New York.